# Toki Tori 2
Toki Tori 2 is een platformspel ontwikkeld door Two Tribes B.V. en uitgegeven door Soedesco op 4 april 2013 voor de Wii U. Later werd het spel ook uitgegeven voor Microsoft Windows, OS X en Linux. Het spel is een vervolg op Toki Tori uit 2001.
Op 12 september 2013 werd een geüpdatete versie van het spel uitgegeven onder de naam Toki Tori 2+.

## Gameplay
De Gameplay van Toki Tori 2 is heel erg verschillend van die van zijn voorganger. Het grootste verschil is het feit dat er geen spullen zijn om te verzamelen. Dit is vervangen door twee krachten die gebruikt kunnen worden om de omgeving en dieren in het spel te beïnvloeden. Een daarvan is fluiten om dieren richting Toki Tori te lokken. De andere is een stomp, waarmee dieren worden weggejaagd en omgevingsspullen gebroken kunnen worden. Andere dingen die Toki Tori kan doen is bijvoorbeeld het door het water heen lopen, om met het water op de vleugels door gemaaid gras heen lopen om dit terug te laten groeien.
Een andere nieuwe feature in het spel is de Tokidex. De speler kan een lied gebruiken om de Tokidex, een camera, te pakken. Hierna kunnen met deze camera foto´s gemaakt worden. Het doel van de Tokidex is om van elk dier uit het spel een foto te maken.

## Ontvangst
| Beoordeeld door | Jaar | Platform | Score |
| --------------- | ---- | -------- | ----- |
| Jeuxvideo.com   | 2014 | Wii U    | 80%   |
| 4Players.de     | 2013 | Windows  | 70%   |
| 4Players.de     | 2013 | Wii U    | 65%   |